# زاغی‌های سیاه
زاغی‌های سیاه (نام علمی: Platysmurus)، یک سرده از خانوادهٔ کلاغان است.
این سرده دارای گونه‌های زیر است:
- زاغی سیاه مالایی (Platysmurus leucopterus)
- زاغی سیاه بورنئو (Platysmurus aterrimus)